# Saison 2012-2013 du Newcastle United FC
Dernière mise à jour : 19 mai 2013.
Chronologie
Saison précédente Saison suivante
La saison 2012-2013 du Newcastle United Football Club est la cent-vingtième saison professionnelle du club et la deuxième consécutive en Premier League.
Cette saison, le club dispute le championnat, la FA Cup, la League Cup ainsi que la Ligue Europa dans le groupe D avec les Girondins de Bordeaux, le CS Maritimo et le Club Bruges KV.

## Effectif 2012-2013
L'effectif professionnel de la saison 2012-2013 est entraîné par Alan Pardew.